# Athénée royal Victor Horta
L’athénée royal Victor Horta est un établissement belge francophone d'enseignement public fondamental et secondaire, situé à Saint-Gilles et Forest, dont le pouvoir organisateur est Wallonie-Bruxelles Enseignement.
Fondé en 1880, il porte ce nom depuis 1996. L'école ne doit pas être confondue avec l'athénée technique (néerlandophone) Victor Horta d'Evere (GO! technisch atheneum Victor Hortaschool Evere).

## Infrastructures
L'athénée royal Victor Horta comporte quatre implantations :
- une fondamentale : rue du Lycée, 8 - 1060 Saint-Gilles ;
- une secondaire 1 (enseignement général) : rue de la Rhétorique, 16 - 1060 Saint-Gilles ;
- une secondaire 2 (enseignement professionnel) : rue des Alliés, 233 - 1190 Forest ;
- le groupe scolaire Bruyères-Horta (pédagogie active) : rue Pierre Decoster, 67 - 1190 Forest.

## Historique
L'athénée, qui porte ce nom depuis le 1er septembre 1996, est l'héritier de différentes écoles ayant existé sur les territoires des communes de Saint-Gilles et Forest : l'école moyenne pour garçons de Saint-Gilles (1880-1920), l'école moyenne pour filles de Saint-Gilles (1880-1918), l'athénée communal de Saint-Gilles (1920-1949), le lycée communal Arthur Diederich de Saint-Gilles (1918-1949), l'athénée royal de Saint-Gilles (1949-1971), le lycée royal de Saint-Gilles (1949-1971), l'athénée royal (fusionné) de Saint-Gilles (années 1970), l'athénée royal Paul Delvaux de Saint-Gilles (années 1980-1996), le groupe scolaire O. Denis de Forest et l'athénée royal de Forest (années 1950-1996).

### Implantation fondamentale (ancien Lycée de Saint-Gilles)
Cette section de l'athénée occupe les locaux de l'ancienne école moyenne pour filles de Saint-Gilles, dont la construction fut décidée par le conseil communal de Saint-Gilles le 4 octobre 1879. Inaugurée en même temps que l'école moyenne pour garçons de Saint-Gilles le 4 octobre 1880, l'école occupa provisoirement des locaux de la rue de la Croix de Pierre et déménagea ensuite en octobre 1905 dans un nouveau bâtiment de l'actuelle rue du Lycée (alors rue de Parme). L'école moyenne pour filles devint le lycée communal Arthur Diederich en 1918. La commune céda la gestion de ce lycée à l’État le 1er janvier 1949. Le lycée communal de Saint-Gilles devint alors lycée royal de Saint-Gilles. L'école s'ouvrit à la mixité le 1er septembre 1962 et fusionna avec l'athénée royal de Saint-Gilles (ancienne école secondaire pour garçons) le 1er septembre 1971. La section fondamentale du nouvel athénée mixte occupa dès lors le bâtiment de l'ancien lycée,.
L'école pour filles de Saint-Gilles comprenait 41 élèves en 1880, 496 en 1904, 651 en 1910, 731 en 1929 et 761 en 1932.
L'implantation occupe un bâtiment de style éclectique à façade polychrome (empreint du style néo-Renaissance flamande), dessiné en 1903 par l’architecte communal Edmond Quétin et inauguré le 29 octobre 1905,,.

### Implantation secondaire 1 (ancien Athénée de Saint-Gilles)
La section secondaire générale de l'athénée est l'héritière de l'école moyenne pour garçons de Saint-Gilles. Cette école, dont la construction fut décidée par le conseil communal de Saint-Gilles le 4 octobre 1879, fut inaugurée en même temps que l'école moyenne pour filles de Saint-Gilles, le 4 octobre 1880. L'établissement occupa provisoirement (1880-1882) des locaux dans la rue de la Croix de pierre. L'école emménagea ensuite en avril 1882 dans les actuels bâtiments de la rue de la Rhétorique (alors rue d'Espagne) construits par l’architecte communal Edmond Quétin,.
Une section humanités fut mise en place entre 1904 et 1911, transformant de facto l'école moyenne en 'athénée'. Il fallut cependant attendre le 1er octobre 1920 pour que la fusion entre les sections moyennes et humanités soit décidée par le conseil communal, donnant ainsi naissance à 'l'Athénée communal de Saint-Gilles',.
L'athénée fut occupé par un hôpital de fortune durant la Seconde Guerre mondiale, entraînant la dispersion provisoire des classes en divers endroits de la commune. Les élèves ne reprirent possession des bâtiments qu'en 1948,.
L'école devint l'athénée royal de Saint-Gilles lors de la cession de sa gestion par la commune à l’État le 1er janvier 1949. Elle s'ouvrit à la mixité le 1er septembre 1962 et fusionna ensuite avec le lycée royal de Saint-Gilles (ancienne école secondaire pour filles) le 1er septembre 1971, adoptant au passage les structures de l'enseignement rénové. La section préparatoire à l'enseignement supérieur ferma ses portes en 1974. Une vaste aile fut ajoutée entre 1960 et 1978 alors que l'entrée historique de l'établissement (sur la place Morichar) est aujourd'hui occupée par la cellule 'Accrojump' (luttant contre le décrochage scolaire) et la salle d'escalade Itinéraires AMO,,.
L'école fut dénommée Athénée royal Paul Delvaux au début des années 1980 et prit son nom actuel lors de sa fusion avec l'Athénée royal de Forest en 1996,. L'école pour garçons de Saint-Gilles comprenait 47 élèves en 1880, 629 en 1904,1005 en 1910,1270 en 1929 et 1156 en 1932. L'athénée royal Victor comportait lui 630 élèves deux ans après sa création (1998),.

### Implantation secondaire 2 (ancien athénée de Forest)
La section secondaire professionnelle occupe les bâtiments de l'ancien athénée royal de Forest, qui fusionna avec l'athénée royal Paul Delvaux (de Saint-Gilles) le 1er septembre 1996. Cet athénée, héritier du groupe scolaire Omer Denis (du nom de l'ancien bourgmestre de Forest), fut créé en 1927. Jusqu'à cette époque, les plupart des élèves forestois désirant effectuer des études secondaires supérieures s'inscrivaient à l'athénée royal de Saint-Gilles.
La section occupe un complexe de bâtiments dont la partie la plus ancienne fut construite en 1929 par l'architecte Henri Jacobs. Une aile plus récente fut inaugurée le 28 mars 1973. Elle est distincte de l'athénée royal Andrée Thomas de Forest (ancien lycée pour filles de la commune).

### Groupe scolaire Bruyères-Horta (pédagogie active)
Le groupe scolaire Bruyères-Horta, inauguré le 19 septembre 2017 en présence du ministre-président de la Fédération Wallonie-Bruxelles Rudy Demotte, offre une formation en pédagogie active aux élèves du dernier cycle de l'enseignement primaire et du premier degré de l'enseignement secondaire. Il est géré conjointement par deux pouvoirs organisateurs (la commune de Forest et Wallonie-Bruxelles Enseignement).

## Enseignement
L'athénée royal Victor Horta offre aujourd'hui un enseignement général et professionnel.

### Section secondaire 1 (enseignement général de transition)
- Options du premier degré : latin, moderne et FLE.
- Options du deuxième degré : sciences, sciences économiques, langues et FLE.
- Options du troisième degré : sciences, sciences économiques, langues, maths 2 h/4 h et FLE, maths 2 h/4 h.

L'athénée royal Victor Horta est une école pionnière dans l'organisation du DASPA (Dispositif d'Accueil et de Scolarisation des élèves Primo-arrivants). En 2014, 48 % de ses élèves étaient installés en Belgique depuis moins de 5 ans, provenant de 59 pays à travers le monde.

### Section secondaire 2 (enseignement professionnel de qualification)
- Options du deuxième degré : enseignement professionnel bureau et enseignement professionnel d'électricité.
- Options du troisième degré : auxiliaire administratif et accueil, électricité, installateur-monteur et maintenance PC et réseaux.
- Options de la 7e année : gestionnaire de très petites entreprises et installateur-réparateur d'appareils électroménagers.

## Alumni

### Anciens chefs d'établissement
- École moyenne pour garçons de Saint-Gilles : Joseph Courtoy (jusqu'en 1914) ; M. Borsu (1914-1918) ; M. Squilbin (1918-1920).
- Lycée (Arthur Diederich) de Saint-Gilles : Mme Slosse (en 1904) ; A. Duchesnes (1928-1932) ; Louise De Ridder-Barzin (1932).
- Athénée communal de Saint-Gilles : M. Squilbin (1920-1930) ; Jules Gohy (1930-1949).
- Athénée royal de Saint-Gilles : M. Arbalestrie (1949-1954) ; Robert Chapaux ; Oscar Guillaume (jusqu'en 1970) ; Mme Van Acker (1970).
- Athénée royal Paul Delvaux : René Robbrecht (années 1980-début années 1990).
- Athénée royal de Forest : Ferdinand Vaes, André Clarinval ; Viviane Piedanna (dernière préfète jusqu'en 1996)[4],[14].
- Athénée royal Victor Horta : Viviane Piedanna (1996-2006).

### Anciens professeurs (école moyenne et athénée de Saint-Gilles)
- Emile Braekman (1924-2013), professeur de 1958 à 1963 : historien, président de la Société royale d'Histoire du protestantisme belge[15].
- Pol Burniat (1902-1975) : membre de l'Académie royale des Sciences, des Lettres et des Beaux-Arts de Belgique, bourgmestre de Mont-Saint-Guibert[16].
- Roger Clausse (1902-1990) : professeur de latin-grec dans les années 1930, par la suite directeur-général de l'INR et de la RTBF[17].
- Walter Conrad (1888-1943) : botaniste, également scientifique au Musée Royal d'Histoire naturelle de Belgique[18].
- Théophile de Donder (1872-1957) : physicien, par la suite professeur à l'ULB et membre de l'Académie royale de Belgique[19].
- Félicien Favresse (1898-1960) : historien, par la suite professeur à l'ULB[20].
- Jules Garsou (1866-1946) : historien, écrivain[21].
- Pierre Gilbert (1904-1986) : par la suite professeur à l'ULB, membre de l'Académie Royale de Belgique et conservateur des Musées royaux d'Art et d'Histoire.[22]
- Henri Grégoire (1881-1964) : historien, membre de l'Académie royale de Belgique. Par la suite professeur à l'UC Berkeley[23].
- Gilbert Heuten (1899-1945) : antiquiste, par la suite professeur à l'ULB[24].
- Jean-Jacques Hoebanx (1920-2009), professeur de 1945 à 1960 : historien, par la suite professeur à l'ULB[25].
- Léo Moulin (1906-1996) : par la suite professeur à l'UCLouvain et au Collège d'Europe.
- Albert Peeters : premier préfet des études de l'Athénée royal d'Uccle 1[26].
- Jean-Joseph Van Dooren (1890-1970) : poète, également professeur à l'Université nouvelle de Bruxelles[27].
- François Van Rysselberghe (1846-1893) : par la suite professeur et doyen à l'Université de Gand[28].

### Anciens professeurs (lycée de Saint-Gilles)
- Jean-Joseph Van Dooren (1890-1970) : poète, également professeur à l'Université nouvelle de Bruxelles[27].

### Anciens professeurs (athénée de Forest)
- John Bartier (1915-1980) : historien, par la suite professeur à l'ULB[29].
- Willy Lienne (décédé en 1944) : professeur de langues germaniques, par la suite premier directeur de l'actuel Athénée royal Prince Baudouin de Marchin. Résistant, il fut tué lors de combats à proximité de Spa le 16 septembre 1944[30].
- Amédée Miclotte (1902-1945) : professeur de lettres et philosophie. Résistant, il est arrêté pour espionnage le 29 décembre 1942 et décéda le 8 février 1945 au camp de concentration de Gross-Rosen[31].
- Henri Pousseur (1929-2009) : compositeur, professeur de musique de l'athénée. Il enseigna par la suite au Conservatoire royal de Liège et à l'Université de Buffalo[32].
- André Puttemans (1904-1961) : historien, par la suite inspecteur général (enseignement) et président-fondateur de l'Association belge des professeurs d'histoire[33].

### Anciens élèves (école moyenne et athénée de Saint-Gilles)

#### Les élèves de la promotion 1916

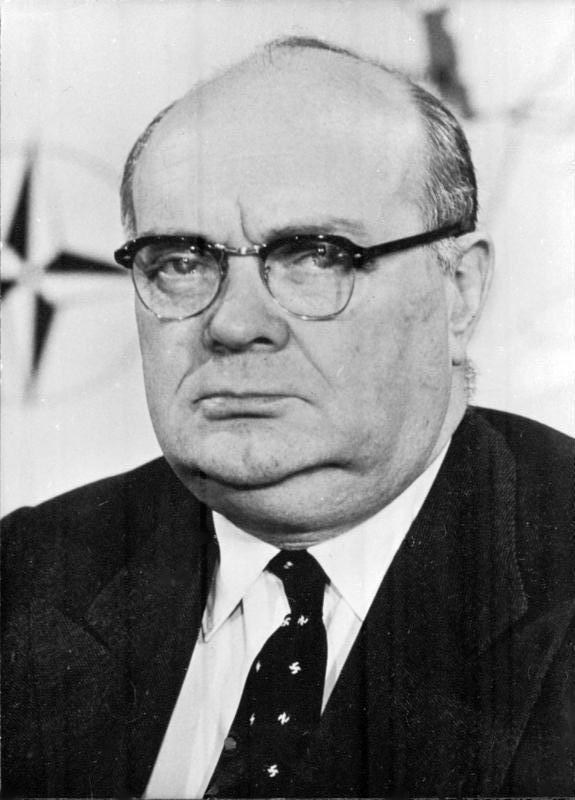
Le père de l'Europe, secrétaire général de l'OTAN et Premier ministre saint-gillois Paul-Henri Spaak (1899-1972).

Marc Danval qualifia la classe de rhétorique 1916 de l'athénée de Saint-Gilles de « classe la plus brillante ayant existé en Belgique » car elle comptait en ses rangs un (futur) premier ministre, deux ministres, deux académiciens, trois députés, un président du Conseil d’État, un bâtonnier à la Cour de cassation, un professeur à l’Université ainsi que le peintre Paul Delvaux :
- Georges Bohy (1897-1972) : député, député européen et ministre[34].
- Paul Delvaux (1897-1994) : peintre[35].
- Félicien Favresse (1898-1960) : historien, professeur à l'ULB[36].
- Robert Goffin (1898-1984) : écrivain, membre de l'Académie royale de langue et de littérature françaises de Belgique[23].
- Henri Simont : bâtonnier à la Cour de cassation[23].
- Marc Somerhausen (1899-1992) : président du Conseil d'État[34].
- Paul-Henri Spaak (1899-1972) : Premier ministre belge et secrétaire général de l'OTAN, considéré comme l'un des 'père de l'Europe'[37]

#### Autres anciens élèves
- Frédéric Anspach (1908-1977) : ténor, metteur en scène. Professeur, puis directeur au Conservatoire royal de Bruxelles[38].
- Roland Bernard (1929-2017), professeur à l'ULB, membre de l’Académie royale de médecine de Belgique[39].
- André Boutemy (1910-1974) : antiquiste[Quoi ?], professeur à l'ULB, président de la Société royale d'archéologie de Bruxelles[40].
- Jean Cahen (1895-1969) : chirurgien, membre de l’Académie royale de médecine de Belgique[41].
- Maurice Cornil (1909-1969) : juriste, bâtonnier au barreau de Bruxelles, professeur à l'ULB[42].
- Jacques Corvilain (1923-1998) : professeur à l'ULB, membre de l’Académie royale de médecine de Belgique[43].
- Gilbert De Keyser (1925-2001) : photographe belge[44].
- Pierre Dustin (1914-1993) : professeur à l'ULB, membre de l’Académie royale de médecine de Belgique[45].
- Jean d'Osta (1909-1993) : historien local, journaliste[46].

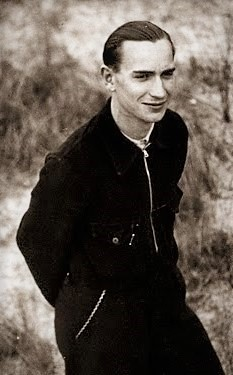
Jean Burgers (1917-1944), un des 36 anciens élèves résistants de l'athénée de Saint-Gilles tués au cours de la Seconde Guerre mondiale.

- René Évalenko (1920-1980) : résistant, directeur de la Banque nationale de Belgique, directeur de l’Institut Emile Vandervelde[47].
- Albert Guislain (1890-1969) : écrivain[48].
- Michel Hanocq (1939-2012): professeur à l'ULB, membre de l’Académie royale de médecine de Belgique[49].
- Jacques Obozinski (1890-1981) : architecte[50].
- Isidore Pelc (né en 1941) : doyen de la Faculté de médecine de l'ULB (1993-1995), membre de l’Académie royale de médecine de Belgique[51].
- Basile  Risopoulos (1919-1997) : député et sénateur belge, vice-président du conseil d’administration de l'ULB.
- Bertrand Sassoye (né en 1958 ou 1963) : terroriste, membre des CCC[52].
- Alfred Renard (1895-1988) : pionnier de l'industrie aéronautique en Belgique[53].
- Haïm Vidal Séphiha (1923-2019) : linguiste, professeur à la Sorbonne[54].
- François Stockmans (1904-1986) : paléobotaniste, professeur à l'ULB[55].
- Raymond Trousson (1936-2013) : professeur à l'ULB, membre de l'Académie royale de langue et de littérature françaises de Belgique[56].L'écrivain Jean d'Osta (1909-1993).

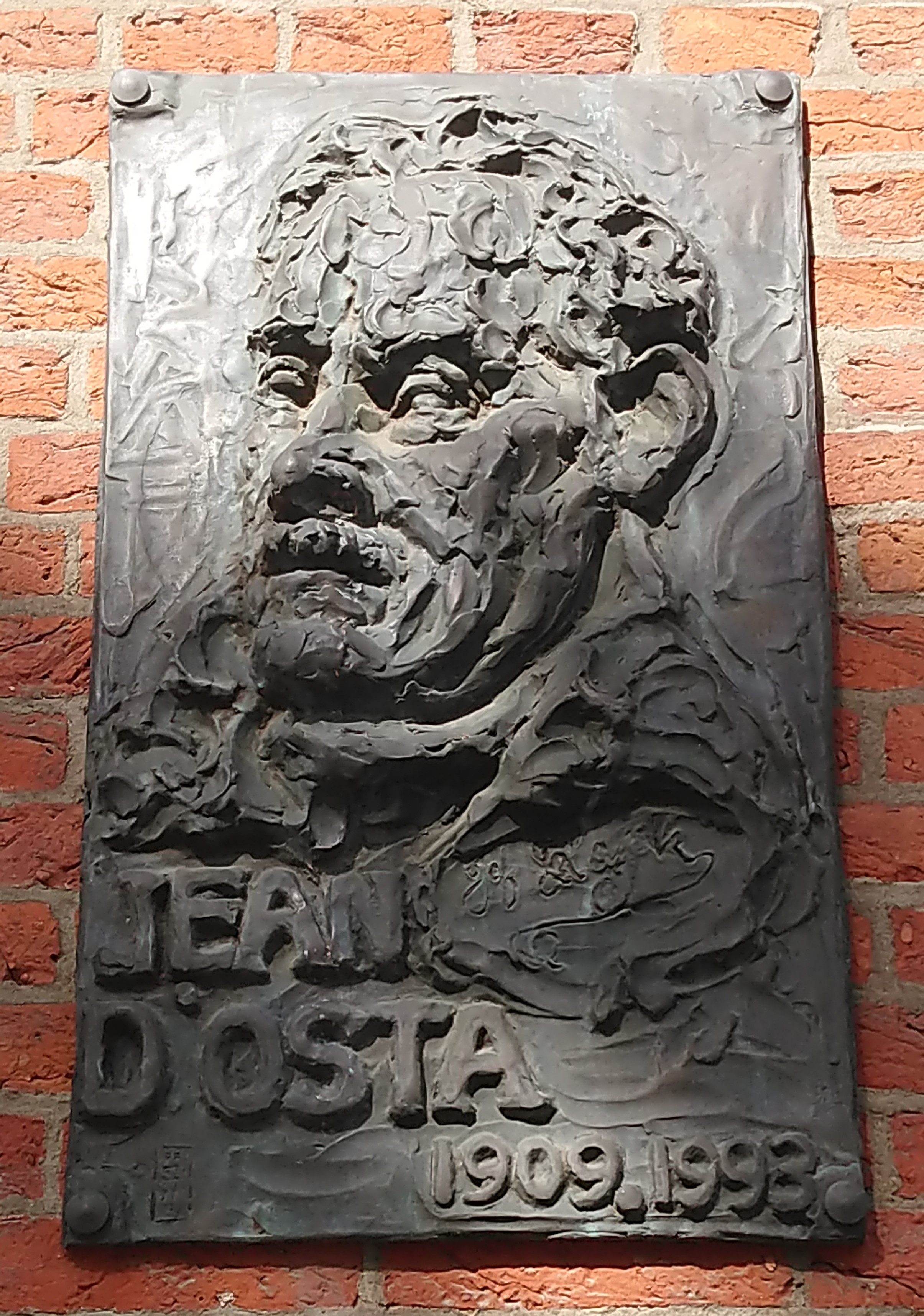
L'écrivain Jean d'Osta (1909-1993).

- Frans van den Dungen (1898-1965) : mathématicien, professeur à l'ULB, prix Francqui[19]
- Georges Van Lerberghe (1896-1940) : professeur de physique à la Faculté polytechnique de Mons, mort au combat à Bruges le 27 mai 1940.
- Marcel Vanpée (1913-1995) : dernier bourgmestre de Clabecq (1965-1976), bourgmestre de Tubize (1980-1983)[57].
- Louis Wodon (1868-1948) : président de l'école de commerce Solvay, chef de cabinet du roi Albert Ier[58].
- David Pestieau (né en 1969) : vice-président du Parti du travail de Belgique (depuis le 13 juin 2015).

### Anciennes élèves (école moyenne et lycée de Saint-Gilles)
- Antoinette Spaak (1928-2020) : femme politique, première femme belge présidente de parti[59].

### Anciens élèves (athénée de Forest)
- Thomas Gergely (né en 1944) : professeur à l'ULB[60].
- Hubert Nyssen (1925-2011) : fondateur des éditions Actes Sud, membre de l'Académie royale de langue et de littérature françaises de Belgique[61].

## Accessibilité
Les implantations fondamentale et secondaire 1 sont situées à proximité de la gare ferroviaire de Bruxelles-Midi, ainsi que des arrêts de pré-métros[Quoi ?] et trams suivants :
- station Horta : lignes 3, 4 et 51 du tramway de Bruxelles ;
- arrêt Barrière : lignes 81 et 97 du tramway de Bruxelles.

Les implantations Bruyères-Horta et secondaire 2 sont situées à proximité de la gare ferroviaire de Bruxelles-Midi, ainsi que de l'arrêt de trams suivant : l'arrêt Wiels (ligne 97 du tramway de Bruxelles).